# Surahammar
Surahammar est une localité de la commune de Surahammar, dont elle est le chef-lieu, dans le comté de Västmanland en Suède.
Sa population était de 6 420 habitants en 2019.